# Head First
Head First — п'ятнадцятий студійний альбом гурту Uriah Heep. Виданий 1983 року лейблом Bronze Records. Загальна тривалість композицій становить 37:21. Альбом відносять до напрямку прогресивний рок.

## Список пісень
1. «The Other Side Of Midnight» (Box/Daisley/Goalby/Sinclair/Kerslake) 3.55
2. «Stay on Top» (T.Jackson) 3.35
3. «Lonely Nights» (Adams/Vallance) 4.07
4. «Sweet Talk» ((Box/Daisley/Goalby/J.Sinclair/Kerslake/L.Sinclair) 3.51
5. «Love is Blind» (Carbone/Zito) 3.38
6. «Roll-Overture» (Box/Daisley/Goalby/Sinclair) 2.18
7. «Red Lights» ((Box/Daisley/Goalby/Sinclair) 2.57
8. «Rollin' the Rock» ((Box/Daisley/Goalby/Sinclair) 5.31
9. «Straight Through the Heart» (Box/Daisley/Goalby/Sinclair/Kerslake) 3.39
10. «Weekend Warriors» (Box/Daisley/Goalby/Sinclair/Kerslake) 3.50

## Склад гурту
- Peter Goalby — спів
- John Sinclair — клавішні інструменти, спів
- Mick Box — гітара, спів
- Bob Daisley — бас-гітара
- Lee Kerslake — барабани